# Bassano in Teverina
Bassano in Teverina er en italiensk by (og kommune) i regionen Lazio i Italien, med omkring 1.260(2023) indbyggere.